# Lian gong
Lian gong em dezoito terapias (em chinês: 练功十八法 pinyin: Liàn gōng shí bā fǎ) é um dos primeiros sistemas de prática corporal oriental que integra a tradição milenar das artes corporais chinesas aos modernos conhecimentos da medicina ocidental.

## O Lian Gong no Brasil

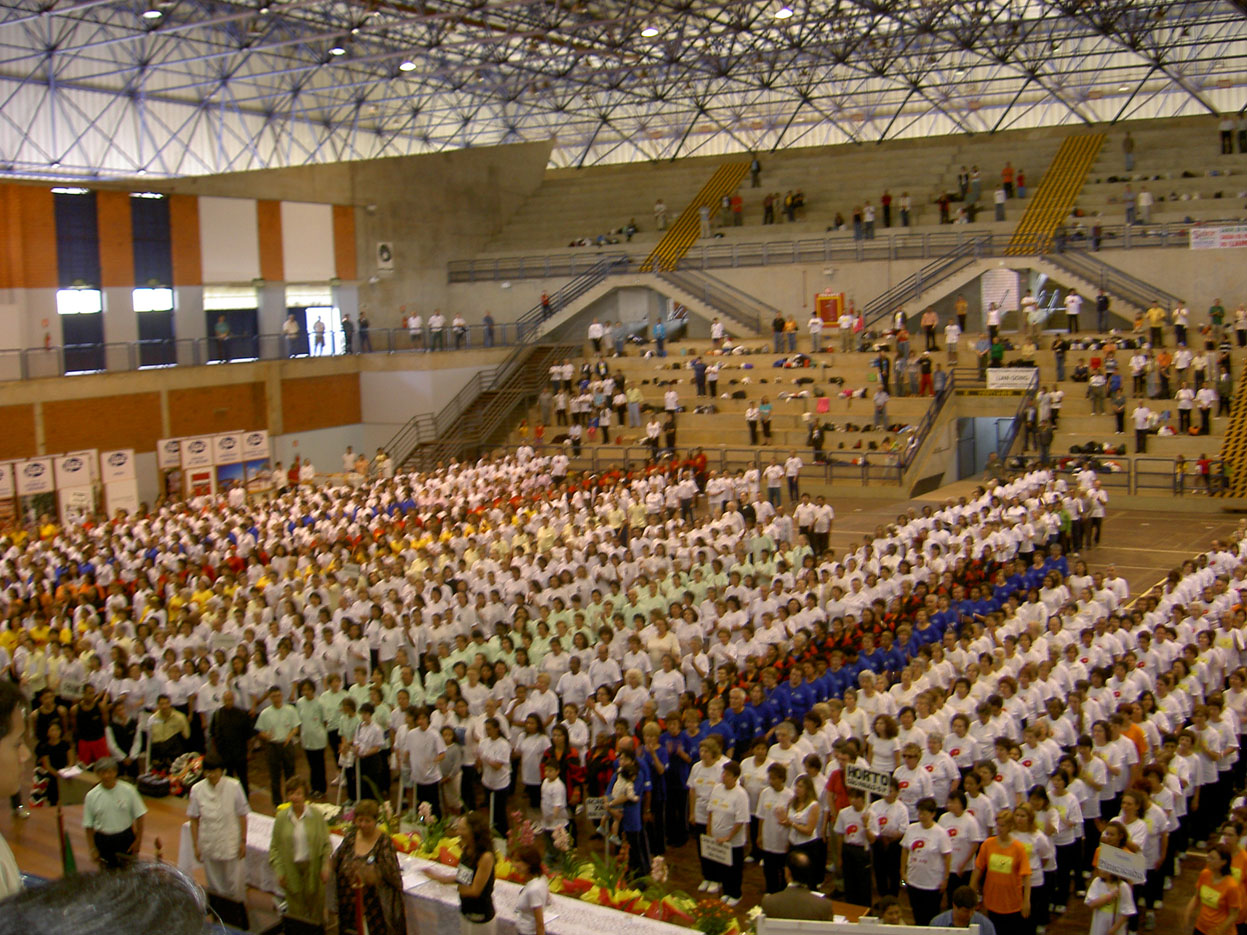
III Encontro Nacional de Lian Gong em 18 Terapias, no Ginásio do Centro de Convenções da Universidade Estadual de Campinas.

O Ministério da Saúde incluiu o Lian Gong em 18 Terapias entre as práticas da Medicina Tradicional Chinesa a serem oferecidas à população pelo Sistema Único de Saúde, através da Portaria 971 de 3 de maio de 2006.
Em dezembro de 2006, aconteceu o IV Encontro Nacional de Lian Gong em 18 Terapias, também no Ginásio Multidisciplinar do Centro de Convenções da Universidade Estadual de Campinas, em Campinas, em São Paulo, realizado pelo Instituto IDEAIS, contando com a presença do mestre Zhuang Jian Shen, filho e sucessor do doutor Zhuang Yuan Ming.
O IV Encontro contou com a presença de 4 000 pessoas.